# 韓之良
韩之良（？—？），字良甫，號纯素，山西平阳府芮城县南张人。明朝政治人物。

## 生平
幼聪颖，过目成诵。萬曆四十六年（1618年）戊午科山西鄉試舉人，天啓二年（1622年）壬戌科進士。善古文辞，颇有奇氣，未竟厥用。所著有《纯素集》。

## 墓葬
墓在县东十里南张村。

## 家族
祖韩士，官沙河知县。